# Akryl
 Der er for få eller ingen kildehenvisninger i denne artikel, hvilket er et problem. Du kan hjælpe ved at angive troværdige kilder til de påstande, som fremføres i artiklen.

Plastmaterialet akryl også kaldet  akrylglas hvis det er mere eller mindre gennemsigtigt. Akryl er en hård men plastisk og bøjelig plasttype, der er formbar (termoplastisk) ved mere end 100 °C. Et varemærke af akrylglas er plexiglas. Varemærket er tilhørende den tyske akrylproducent Röhm (Plastic and flexible glass, plastisk og bøjeligt glas).

## Akrylfiber
Den første polyakrylfibre, hed Orlon og blev produceret af firmaet DuPont i USA i 1948. 
Men ligesom så meget andet, har akrylfibre, gennemgået en udvikling og er i dag anderledes end den var for 50 år siden.
Akryl kan også laves som fiber til tøj, da den er den af kemofibrene der ligner uld mest, hvilket også er grunden til at den enten anvendes alene eller blandet med uld til produkter, som førhen var af 100 % uld, f.eks. sweatere.
Der er ikke den store styrkeforskel mellem uld og polyakryl.
Når polyakrylfibrene skal fremstilles, kan der anvendes 2 spindemetoder; tørspinding og vådspinding.
Efter udspindingen bliver fibrene efterbehandlet, f.eks. ved vask, krusning, snoning, spoling, strækning eller skæring. Alt afhængig af om der er tale om stabel eller filamentfibre.